# فيلي كيرنز
فيلي كيرنز (بالإنجليزية: Willie Cairns)‏ هو مدرب كرة قدم ولاعب كرة قدم بريطاني في مركز الدفاع، ولد في 8 أبريل 1961 في غلاسكو في المملكة المتحدة. لعب مع نادي بارتيك ثيسل ونادي دمبرتون.